# Husayn Kamil
Hussayn Kamil (àrab: حسين كامل, Ḥusayn Kāmil) (el Caire, 21 d'octubre de 1853 - 9 d'octubre de 1917) fou soldà d'Egipte i el Sudan del 19 de desembre de 1914 al 9 d'octubre de 1917, sota protectorat britànic.
Era fill del kediv Ismaïl Paixà i va estudiar al Caire. El 1867 va visitar Istanbul a l'Imperi Otomà, acompanyant al seu pare i tot seguit París on va ser acollit a la cort de Napoleó III. El 1869 va assistir a l'obertura oficial del Canal de Suez i després va viatjar a Florència a la cort del rei Víctor Manuel II d'Itàlia. De retorn a Egipte va ocupar diversos càrrecs administratius.
Quan el seu pare fou deposat el 26 de juny de 1879 el va acompanyar al seu exili de Nàpols on va restar tres anys. Va retornar a Egipte després de la revolta d'Urabi Paixà el 1882. Entre 1882 i 1914 es va dedicar a afers privats quasi tots relacionats amb el món de l'agricultura i les societats d'explotació agrícoles; també va participar en algunes societats caritatives. El primer ministre Hussayn Ruixdi Paixà (1863-1928) que havia estat nomenat pel kediv deposat el 5 d'abril de 1914, fou ratificat en el càrrec, en el que va seguir fins al 12 d'abril de 1919.
Quan el novembre de 1914 l'Imperi Otomà va declarar la guerra a la Gran Bretanya, els britànics sospitaven que el kediv Abbas Hilmi II tenia simpaties per Turquia i van establir el protectorat el 18 de desembre de 1914 que liquidava la nominal sobirania otomana sobre el país. L'endemà, 19 de desembre de 1914, Abbas Hilmi II fou deposat i Husayn Kamil fou posat al tron, com a degà dels prínceps descendents de Muhammad Ali, rebent el títol de sultà (el de kediv no era adequat, ja que equivalia a virrei hereditari).
Va tenir l'oposició dels nacionalistes egipcis. El 1915 es van produir una sèrie d'atemptats de caràcter avui considerat terrorista, contra membres del govern egipci i contra el mateix sultà. Les privacions de la guerra, amb mobilitzacions de gran quantitat d'homes per servir amb els britànics, li van acabar de fer perdre tot suport popular. Amb els britànics també tenia conflictes, ja que aquestos desconfiaven de les seves visites per províncies i sobretot a les escoles, caus de nacionalisme. Des de 1916 va donar símptomes de malaltia; aquesta es va agreujar el 1917 fins a la seva mort el 9 d'octubre de 1917. El seu fill Kamal al-Din Husayn havia ja renunciat públicament als seus drets successoris i el tron va passar al seu germanastre Ahmed Paixà, fill del kediv Ismaïl Paixà i de la circassiana Farial Kadin i besnet de Muhammad Ali.